# Манглхорн
Манглхорн (англ. Manglehorn) — драматический фильм режиссёра Дэвида Гордона Грина.

## Сюжет
Непримечательный старик Эй Джей Манглхорн (Аль Пачино) живёт в маленьком тихом городе: нянчится со своей кошкой Фанни, занимается изготовлением ключей, каждую пятницу ходит в банк, обедает в одном и том же месте. Но у него бурное преступное прошлое, в котором он однажды сделал главный выбор в жизни — между любовью женщины своей мечты и «большой работой». В результате потери Манглхорн замкнулся, но тем не менее, продолжает поддерживать прерывистую связь с сыном (Крис Мессина), гордится бывшим протеже (Хармони Корин), и даже завязал осторожную дружбу с добросердечной женщиной из местного банка (Холли Хантер). Когда одинокий человек приближается к возможности новой любви, он оказывается на перепутье: погрязнуть в прошлом или уверенно пойти в будущее.

## Производство
6 сентября 2013 года стал известен актёрский состав картины: вместе с Аль Пачино, играющим главную роль, примут участие в съёмках Холли Хантер, Крис Мессина, Хармони Корин. Пол Логан написал сценарий, основанный на оригинальной истории, разработанной с режиссёром Дэвидом Гордоном Грином.
Дэвид Гордон Грин в интервью «Газете. Ru» рассказал о рождении идеи этого фильма:
Несколько лет назад я отправился на встречу с Пачино и, в общем, как-то не сложилось тогда, не задалось. Но, уходя, я пообещал, что вернусь через год с превосходным сценарием, который напишу специально для него, и тогда мы поработаем вместе. Он только рассмеялся. А я просто взял все идеи, которые появились во время нашего разговора, и сконструировал для Пачино персонажа. И все потому, что мне и правда очень хотелось с ним поработать.
Грин отметил, что:
Это любовная история. Мужчина размышляет о прожитой жизни и думает о женщине, с которой он расстался много лет назад. Когда он встречает героиню Холли Хантер, у него случается прилив сил для новых романтических чувств. А Хармони играет парня, у которого Пачино был тренером по бейсболу. Парень этот тоже пытается заставить нашего героя проснуться от старческой дремоты. Вначале мы видим одинокого человека в депрессии, затем он начинает встречать людей из своего прошлого, и столкновения с ними открывают какие-то новые черты в нем.
Съёмки фильма начались 4 ноября в Остине (штат Техас) и продолжались в течение двадцати пяти дней в разных местах города.

## Показы
Фильм «Манглхорн» вошёл в специальную презентационную секцию кинофестиваля в Торонто 2014 года. Также он участвовал в конкурсе 71-го Венецианского кинофестиваля, где претендовал на премию «Золотой лев».